# Kilconnell
Kilconnell is een plaats in het Ierse graafschap County Galway. Even buiten het dorp, gelegen in het oosten van Galway, staat een ruïne van een Franciscaner klooster uit 1414.